# Neoneli
Neoneli település Olaszországban, Szardínia régióban, Oristano megyében. Lakosainak száma 607 fő (2023. január 1.). Neoneli Nughedu Santa Vittoria, Ortueri, Sorgono, Ula Tirso, Ardauli, Austis és Boroneddu községekkel határos.

## Népesség
A település lakossága az elmúlt években az alábbi módon változott:
| Lakosok száma | 682  | 679  | 607  |
|               | 2017 | 2018 | 2023 |